# Hangolás
Hangolás alatt a zenében tágabb értelemben a zenei hangsor frekvencia-viszonyainak megválasztását és alkalmazását, szűkebben pedig adott instrumentum hangmagasságainak meghatározását és változtatását értjük (ez utóbbit lásd alább).

## Hangolási rendszerek
Az egyes hangok a különféle hangnemekben más-más szereppel bírnak: például az E hang lehet az E-dúr skála alaphangja, a D-dúr illetve d-moll skála második hangja, vagy éppen az A-dúr kvintje stb. Minden lehetséges funkcióhoz a hangok különböző ideális frekvencia-viszonyai tartoznak, amelyeket ugyanakkor valamiképpen egymáshoz kell igazítani ahhoz, hogy a hangszeren több hangnemben is lehessen játszani. Ez nem történhet másképp, csak kompromisszumok árán: minél tisztábban szól egy hangnem, annál hamisabb a többi, illetve minél több hangnemben akarunk egyszerre játszani, annál inkább el kell térnünk a tiszta hangolástól.

### Áttekintés
Számtalan hangolási rendszer létezik; ezek közül a legfontosabbak a következők:
- Tiszta hangolás (Az alaphangnemen belül tökéletes, egészszámú frekvenciaviszonyok)
- Püthagoraszi hangolás
- Középhangú temperálás (Az F, C, G, D alaphangnemek majdnem tökéletesen tiszták)
  - Silbermann-Sorge-hangolás
- Jóltemperált hangolás (minden hangnemben lehet elfogadhatóan játszani, eltérő félhangviszonyok mellett)
  - Werckmeister-hangolás
  - Kirnberger-hangolás
- Kiegyenlített hangolás (minden félhang ugyanazon, nem egészszámú viszonyban van egymással, frekvenciák mértani sorozatot adnak.)

A hangolási rendszer megválasztása csak az egyes hangok frekvenciáinak egymáshoz való viszonyait érinti, és nem mond semmit az abszolút hangmagasságról vagy frekvenciáról. A teljes hangoláshoz meg kell adni ez utóbbit is, ami általában a normál A hang (kamarahang) frekvenciájának meghatározásával történik (ez jelenleg 440 Hz).
A hangolási rendszer megválasztása attól függ, milyen zenét kívánunk megszólaltatni. A ma túlnyomórészt alkalmazott kiegyenlített hangolás minden 1800 után írt zenéhez biztosan megfelelő.
A korábbi korok zenéi ugyanakkor megkövetelik az intonáció tisztaságát vagy a különböző hangnemek eltérő karakterét, így ezek esetében a kiegyenlített hangolás nem alkalmazható. A régizene korhű előadásmódja szükségessé teszi a régebbi hangolási rendszerek kutatását, hogy ezáltal lehetővé váljon ezen darabok valóban kielégítő megszólaltatása.

### Története

#### Szamoszi Püthagorasz: "Minden szám"
Az első elméletileg kidolgozott és leírt hangolási rendszer a Dél-Itáliába kivándorolt filozófustól, matematikustól és vallásalapítótól, Szamoszi Püthagorasz-tól származik. Az ő felfogása szerint a kozmoszban, a világmindenségben minden az égitestek mozgásától a zenei hangközökig kifejezhető egyszerű számviszonyokkal.
A monochord segítségével vizsgálta a különböző hosszúságú húrokon megszólaltatható hangközöket (például egy húr felén az eredetinél egy oktávval magasabb hang szól, itt tehát a számbeli viszony 1 : 2), és elsőként írta le a felhangsor intervallumait.
Püthagorasz a tiszta kvint segítségével (melynek 2 : 3 frekvenciaviszonya az oktávé után a legegyszerűbb) hétfokú skálát alkotott: egy kiinduló hangra kvinteket épített, majd a kapott hangokat közös oktávba transzponálta.

#### Középkor
A rómaiak és a középkori Európa is Püthagorasz rendszerét vették át. A monochordok, harangjátékok és orgonák püthagoraszi hangolást kaptak, a gregorián egyházi zene e rendszert alkalmazta. A korai többszólamúság a püthagoraszi hangolásban ténylegesen tiszta intervallumokat (a kvint-kvart és prím-oktáv hangközpárok) részesítette előnyben.

#### Reneszánsz
A reneszánsz zenéje elsősorban a következő két, a hangolási rendszer szempontjából fontos változást mutatta fel a korábbiakhoz képest:
- Az énekes polifónában egyre gyakoribbá vált a hangsor színezése (kromatika), így a hangok száma végérvényesen 12-re nőtt.
- A disszonancia fogalma megváltozott a középkorhoz képest, és felértékelődött a korábban disszonánsnak mondott terc szerepe.

A terc előtérbe kerülése a kvintalapú püthagoraszi hangolás esetében a következő problémákat vetette fel:
- A püthagoraszi komma: 12 egymásra épített kvint nem ad zárt kvintkört; a 13. hang a püthagoraszi kommával magasabb, mint a kiindulóhang hetedik oktávja.
- A szintonikus komma: 4 egymásra épített kvint (például C-G-D-A-E) nem tiszta nagytercet ad; az 5. hang a szintonikus kommával magasabb, mint a kiindulóhangra emelt tiszta nagyterc.

A probléma megoldásához – az új konszonanciaideálnak megfelelően – a tiszta nagytercet (frekvenciaviszonya 4 : 5) vették alapul, és ennek segítségével építették fel az ún. középhangú temperálást. Ebben a szintonikus komma eltüntetéséhez kissé szűkített kvinteket alkalmaztak, amiből 4 együtt kiadja a tiszta nagytercet.
11 középhangú kvint egymásraépítésével megkapjuk a hangrendszer 12 hangját.
Ebben 8 nagyterc tiszta (például a C-E, négy középhangú kvinttel felépítve); 4 pedig kissé hamis (például H-Disz, mivel a Disz (J) Esz-ként szól, és a Disz nem 4 középhangú kvinttel H fölött, hanem 8-cal azalatt található).

#### A középhangú temperálás problémái
- Ezen rendszerben sok olyan hangköz található, amely esetében a viszony nem írható le egész számokkal, ami ellentétes az eredeti, püthagoraszi zenefelfogással. Ennek oka a terc tisztasága érdekében bevezetett középhangú kvint, amelynél a frekvenciaviszony irracionális ({\displaystyle 1:{\sqrt[{4}]{5}}}).
- 12 egymásra emelt középhangú kvint a kiindulási hangnál az ún. nagy diézissel mélyebb hangot ad (vö. a püthagoraszi hangolás problémái).

Ebből következően az Asz-Esz illetve Gisz-Disz kvint a nagy diézissel nagyobb a többinél, mivel az Asz (L vagy Gisz) nem egy középhangú kvinttel az Esz alatt, hanem 11-gyel fölötte található, és a kvintkör nem záródik (ld. a fentebbi ábrát). Ezen ún. farkaskvint nagyon hamisan szól, ezért a középhangú temperálásban az ezt tartalmazó hangnemek (például Esz-dúr vagy Cisz-dúr) rendkívül disszonánsak és legfeljebb bizonyos érdekes hangzások bemutatására használhatók.
Mindezek ellenére a középhangú temperálás elterjedt. Mivel a később gyakorlattá váló modulációs témafejlesztés a reneszánszban még ritkábban került alkalmazásra, hosszú ideig elegendőnek bizonyult a jól hangzó hangnemek használata. Történtek ugyanakkor kísérletek a többi hangnem játszhatóvá tételére, készültek például olyan billentyűs hangszerek, amelyeken az oktávot 31 hangra osztották.

#### Barokk
A középhangú temperálás mellett voltak próbálkozások a nagyterc és a kvint egyidejű tiszta behangolására. Ez ugyanakkor elméletileg sem lehetséges, a következők miatt: Ha például a C-dúrban akarunk minden tercet és kvintet tisztán megszólaltatni, az alábbi tiszta kis- és nagyterceket alkalmazhatjuk:
(Megjegyzés: Egy tiszta nagy- és kisterc egymásra építve tiszta kvintet ad, ehhez ld. a fenti felhangsor 4., 5. és 6. hangjából álló dúr-hármashangzatot; itt tehát minden kvint tiszta. Képlettel kifejezve: 4/5 * 5/6 = 2/3.)
A D1 és D2 hang nem egyforma. Így már a diatonikus sorban 8 hangunk van, vagy valamelyik D hangot előnyben kell részesítenünk és ezáltal elveszítjük az egyik tiszta hangközt. Ha mind a 12 hangot tisztán szeretnénk behangolni, akkor még több hangmegkettőzésre illetve nem tiszta hangközre van szükség.

#### Temperálás: eltérés a hangközök természetes tisztaságától
Ahhoz tehát, hogy a középhangú és a (tulajdonképpen csak elméletileg létező) tiszta hangolás ellentmondásait fel lehessen oldani, és több (akár minden) hangnemet játszhatóvá lehessen tenni, le kellett mondani a hangközök tökéletes tisztaságáról.
Olyan hangolási rendszereket kezdtek keresni, melyekben nincsenek a tiszta intervallumoktól nagyon eltérő, ún. farkashangközök. Számtalan ilyen rendszert fejlesztettek ki, melyek egy része elméletileg, mások hallás alapján (ahogyan valószínűleg J. S. Bach is tette) álltak elő. Különösen figyelemreméltóak voltak Andreas Werckmeister rendszerei, mindenekelőtt az ún. Werckmeister III-temperálás (ld. alább). Jelentőséggel bírt emellett az orgonaépítő Gottfried Silbermann hangolása is.
Ugyanakkor egyik temperálás sem vált olyan általánosan elterjedtté, mint korábban a középhangú (ami egyébként az új hangolások mellett még tovább létezett). Werckmeister példáján látható, hogy eleinte nem is törekedtek feltétlenül arra, hogy egyetlen egységes hangolást hozzanak létre. Legfontosabb művében ("Zenei temperálás") különböző hangolásokat ír le, amelyek adott kívánalmaknak jobban illetve kevésbé felelnek meg.
Alapvetően két irányt lehet (Werckmeisternél és másoknál is) megkülönböztetni:
- Egyes rendszerek arra törekedtek, hogy a kevés előjegyzésű hangnemeket tisztán meg lehessen szólaltatni, de a sok előjegyzéűek is játszhatók legyenek, ha nem is teljesen tisztán (például Werckmeister II-temperálás).
- Mások arra tettek kísérletet, hogy minden hangnem a lehető legjobban szóljon (például Werckmeister III-temperálás). Ezen irány vezetett végül a ma általánosan használt kiegyenlített hangoláshoz, amelynél ugyanakkor minden hangnem egyformán "bágyadtan" szól, ellentétben az előbbi központi hangnemeivel.

#### Út a kiegyenlített temperáláshoz
Már a reneszánszban történtek kísérletek a lant kiegyenlített hangolására. Miután a bundos hangszereken nem lehetséges minden hangot egyenként behangolni, így a próbálkozások problémákba ütköztek (mivel például a középhangú temperálásban nem minden nagyterc egyforma, ezért az A húrt a negyedik bundnak a nagyterc Cisz-hez 4/5-re kellene rövidítenie, a H húron a Disz (Esz) azonban nem nagyterc, s itt a hosszat 25/32-re kellene megrövidíteni).
Mivel a gyökvonás lehetőségei ekkor még nagyon korlátozottak voltak, a kiegyenlített hangoláshoz szükséges félhangviszonyt kifejező
{\displaystyle 1:{\sqrt[{12}]{2}}} számot még nem tudták meghatározni. Ugyanakkor lehetőség volt arra, hogy közel kiegyenlített hangolású fogólapokat készítsenek, mivel egyszerűbb gyökvonások elvégzéséhez rendelkeztek megfelelő geometriai módszerekkel. A velencei zenész és zenetudós Gioseffo Zarlino 1558-ban leírt egy ilyen eljárást. (ld. bővebben: ).
A lanton is játszó Vincenzo Galilei (Galileo Galilei apja) nem adta fel az egészszámú hangviszonyokat, s ennek érdekében a húrokat bundonként 17/18-ad hosszúságra rövidítette. Bár elméletileg a 12. félhang így nem adja ki teljesen az oktávot, a gyakorlatban azonban e probléma eléggé jól áthidalható azáltal, hogy a bund vastagsága és az ujj nyomása még emelhet egy keveset a hangon. A húrhosszt a fogólap konstrukciója következtében is lehet még egy kevéssé korrigálni a nyak mozgatásával, így az eredmény még kielégítőbb.
Matematikusok és zeneteoretikusok a következő 200 évben számtalan kísérletet tettek arra, hogy különböző módokon meghatározzák a kiegyenlített temperáláshoz szükséges számot. A XIX. században végül próbálkozásuk sikerrel járt, és a kiegyenlített temperálás általánosan elterjedtté vált.
Ma ismét viták vannak arról, hogyan kellene például az orgonákat hangolni. Számos régebbi kompozíció a különböző hangnemek és akkordok eltérő hangzásaira épít, így ezeket kiegyenlített temperálású hangszeren nem lehet teljes értékűen visszaadni, ami különösen a historikus előadásmód esetében kívánalom.

### Táblázat
A következő táblázat a dúr-skála hangjainak cent-értékét adja meg kerekítve a különböző hangolási rendszerekben.
| Név                                | prím | nagyszekund | nagyterc | kvart | kvint | nagyszext | nagyszeptim | oktáv |
| Tiszta hangolás                    | 0    | 204         | 386      | 498   | 702   | 884       | 1088        | 1200  |
| Püthagoraszi hangolás              | 0    | 204         | 408      | 498   | 702   | 906       | 1110        | 1200  |
| Negyedkommás középhangú temperálás | 0    | 193         | 386      | 503   | 697   | 890       | 1083        | 1200  |
| Kiegyenlített hangolás             | 0    | 200         | 400      | 500   | 700   | 900       | 1100        | 1200  |

## Hangolás szűkebb értelemben
Ebben az esetben a hangszerek hangolása alatt a hangmagasságok egy adott és előre megválasztott rendszer (általában kiegyenlített temperálás) szerinti beállítását értjük. Ha a hangszer rosszul lett behangolva, akkor hamisan, falsul szól.
A legtöbb hangszer valamilyen, a felépítéséből adódó korlátok között hangolható, de vannak olyan hangszerek is, amelyeket nem lehet hangolni. A fúvós hangszerek szerkezetük miatt csak korlátozott mértékben hangolhatók.
A hangszerek hangolása alapvetően három különböző célból történhet: a) egy hangszer önmagában való hangolása (ez fontos például az orgonánál, valamint húros hangszereknél), b) több hangszer egymáshoz hangolása, c) egy hangszer abszolút hangmagassághoz való hangolása. Egy önmagában hangolt instrumentum egyedül már megfelelően szól, de amikor több hangszer játszik együtt, akkor azokat egymáshoz kell hangolni. Ha minden hangszert egyazon abszolút magasságra hangolunk, akkor ezáltal értelemszerűen egymáshoz is hangoltuk azokat.
Előfordul, hogy maga a zeneszerző írja elő a hangolás megváltoztatását, gyakorlatilag mindig vonós hangszer esetében (scordatura). Az ok általában valamely speciális játéktechnika lehetővé tétele, vagy különleges művészi hatás elérése. Például Mahler IV. szimfóniája II. tételében az első hegedűt annak szólójához egy egész hanggal magasabbra kell hangolni (az első hegedűs ezt a szólót általában egy másik, előre behangolt hangszeren játssza). Bach és Kodály csellószvitjeikben írnak elő különleges hangolást, míg Paganini számos hegedűdarabjában. Bartók Béla Kontrasztok című műve III. tételében a hegedűt szűkített kvintekre (G♯-D-A-E♭) hangoltatja.
Mikor két, csak kevéssé eltérő magasságú hang egyszerre szól, nagyon jellemző lebegés jelentkezik: a hangolás során e lebegést kell eltüntetni, vagyis a két hangot egyforma magasságúvá tenni.
A zenekarban minden hangszert egy kiválasztotthoz, legtöbbször az oboához, hangolnak. Az oboa ad egy hangot (például a normál a1 kamarahangot), és minden más hangszert ehhez hangolnak.
A hangolás konkrét módja minden hangszernél más és más.
A húros hangszereknél a húr feszességét változtatják. A hangolás a játékosoktól jó hallást kíván, mert sokszor a zenekarban minden vonós egyszerre hangol, miután az oboától kapott hangot az első hegedű továbbadta.
A trombita vagy klarinét típusú fúvós hangszereknél az azokat alkotó csöveket tolják egymásba vagy húzzák széjjelebb. Ekkor megváltozik a hangmagasság: minél hosszabb a hangszer, annál mélyebb a hang.
Komoly problémát jelent a szimfonikus zenekarok esetében, hogy az utóbbi évtizedekben a vonós hangszerek hangolása a kamarahangnál szándékosan magasabb, mely által a feszesebb húr fényesebb hangzást eredményez. Ha a folyamat nem áll meg, akkor a vonósokhoz képest korlátozottabb hangolási lehetőséggel bíró zenekari hangszerek előbb-utóbb felső határukhoz érnek. A probléma különösen a vonós szólisták (elsősorban hegedűművészek), illetve a speciálisan vagy nagyon körülményesen hangolható hangszerek (például orgona) esetében jelentős. A világ vezető szimfonikus zenekarainak mai gyakorlata szerint például a vonósok az a1 hangot 443–444 Hz-re hangolják.
A nagy zenekarhoz hasonlóan a kisebb kamaraegyüttesek esetében is egymáshoz hangolják a hangszereket.

### A hangolás segédeszközei
Akkor is, mikor egy instrumentum egymagában szól, azt be kell hangolni. Ehhez hangvillát, hangsípot, elektronikus hangolóeszközt vagy egy már behangolt hangszert lehet viszonyításul használni.

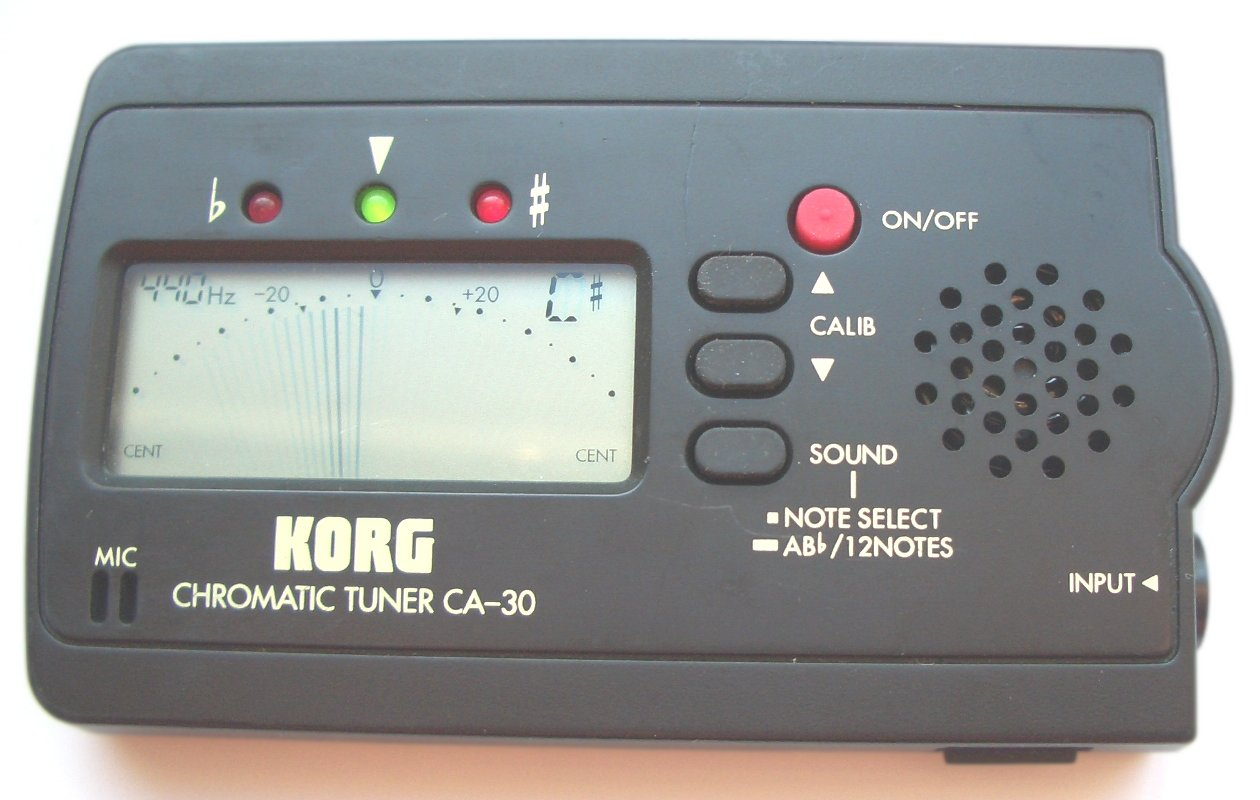
KORG márkájú hangológép

A hangológép észleli veszi a lejátszott hangot, és kijelzőjén mutatja, hogy az megfelel-e a normatív hangmagasságnak, vagy magasabbra vagy mélyebbre kell-e hangolni azt. Az elektromos hangológép használata könnyű.
Kétféle hangoló létezik: a hathangos és a kromatikus hangoló. A hathangos változat lehetővé teszi pl. a gitár hat húrjának hangolását, normál hangolásban. Kapcsoló segítségével lehet kiválasztani a hangolandó hangot. A kromatikus skála minden hangjára (mind a 12 félhangra) hangolhatunk hangszereket.

## Külföldi webhelyek
- Hangpéldák
- Információk a hangolásokról
- 30 különféle hangolás
- Adatok különböző hangolásokról Archiválva 2007. október 1-i dátummal a Wayback Machine-ben
- Matematikai modell a hangoláshoz
- Scala – professzionális freeware-program a hangskálák és temperálások előállításához, analizálásához és megváltoztatásához]
- Hangolással kapcsolatos (mikrotonális) enciklopédia angolul
- Nagy Ákos mikrotonalitásról szóló interjú